# Амара Ессі
Амара Ессі (англ. Amara Essy; 20 грудня 1944, Буаке — 8 квітня 2025) — політик з Кот-д'Івуар, Президент Генеральної Асамблеї ООН на 49-й сесії. Міністр закордонних справ Кот-д'Івуару (1990—2000).

## Життєпис
Народився в Буаке, Кот-д'Івуар. Він отримав ступінь бакалавра публічного права та диплом про вищу освіту з публічного права.
Ессі розпочав свою професійну кар'єру у 1970 році керівником економічних відносин в офісі технічного та економічного співробітництва. Через рік він був названий першим радником посольства Івуарського моря в Бразилії. Він також обіймав посаду радника постійної місії Кот-д'Івуару при ООН у Нью-Йорку з 1973 по 1975 рік. Пізніше він був постійним представником Кот-д'Івуару при Європейському офісі ООН в Женеві та ЮНІДО у Відні, Австрія. З жовтня 1975 по вересень 1978 р. він також обіймав посаду президента Групи 77 у Женеві з 1977 по 1978 рік, а згодом був названий надзвичайним і повноважним послом у Швейцарії. Він був постійним представником Кот-д'Івуару при ООН з 1981 по 1990 рік, а в січні 1990 року був президентом Ради Безпеки ООН. Одночасно він обіймав посаду посла Івуарії в Аргентині (1981—1983), на Кубі (1988—1990). У 1990 році він став міністром закордонних справ і, перебуваючи на цій посаді, обіймав посаду президента 49-ї сесії Генеральної асамблеї ООН з 1994 по 1995 рік. У лютому 1996 року він був обраний мером Куассі-Датекро, обіймаючи посаду до 2000 року. У 1998 році він отримав звання Державного міністра з 1998 по 2000 рік, залишаючись міністром закордонних справ. Разом з іншими міністрами його затримали після військового перевороту 24 грудня 1999 року, але його звільнили 28 грудня. Його замінили в перехідному уряді, призначеному 4 січня 2000 року.
9 липня 2001 року він був обраний генеральним секретарем Організації африканського єднання (ОАЄ) в Лусаці, Замбія, із завданням провести протягом одного року перетворення ОАЄ в Африканський Союз. Він зайняв посаду генерального секретаря в Аддіс-Абебі, Ефіопія 17 вересня 2001 року. Ессі обіймав цю посаду до 9 липня 2002 року, коли ОАЄ стала Африканським союзом і його призначили тимчасовим головою Комісії Африканського Союзу.
Ессі спочатку був кандидатом на посаду голови Комісії на саміті Африканського Союзу в липні 2003 року в Мапуто, але він відкликався до голосування, залишивши Альфу Оумара Конаре, колишнього президента Малі, єдиним кандидатом Ессі залишався тимчасовим головою Комісії, поки його не змінив Конаре 16 вересня 2003 року.
Ессі є членом Фонду глобального лідерства (під керівництвом Ф. В. де Клерк), який працює з метою підтримки демократичного лідерства, запобігання та вирішення конфліктів шляхом посередництва та сприяння належному управлінню у формі демократичних інститутів, відкритих ринків, прав людини та верховенства права.